# Fantini a Longchamp
Fantini a Longchamp è un dipinto (30x40 cm) realizzato nel 1874 circa dal pittore francese Edgar Degas.
È conservato nel Museum of Fine Arts di Boston.